# St. Georg (Wachbach)

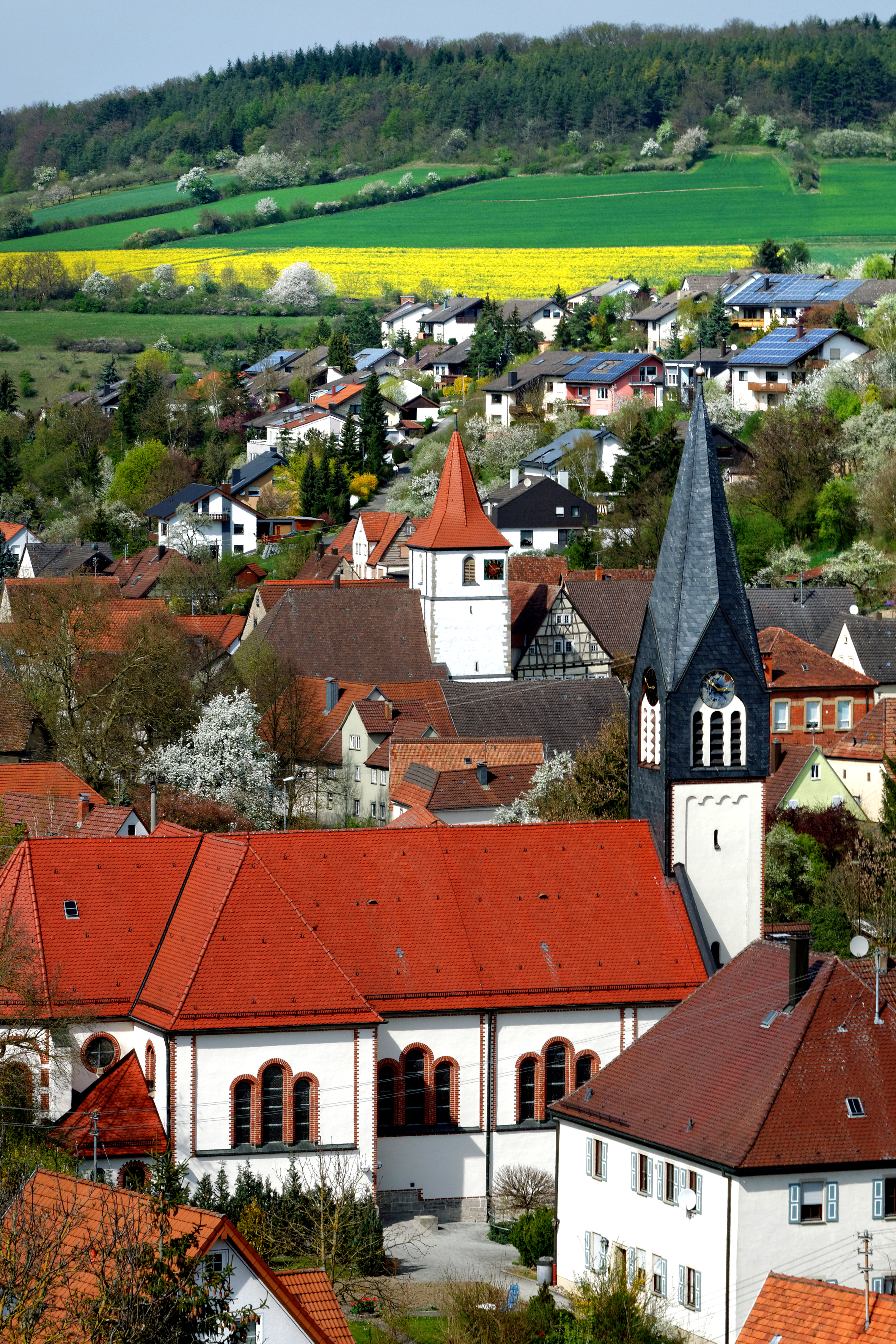
Die katholische Kirche St. Georg im Vordergrund

Die römisch-katholische Pfarrkirche St. Georg in Wachbach, einem Stadtteil von Bad Mergentheim im Main-Tauber-Kreis, wurde im Jahre 1904 errichtet und ist dem heiligen Georg geweiht. Es handelt sich um einen neuromanischen Bau mit Eingangsturm und Querhaus. Die Kirche gehört zur Seelsorgeeinheit 1b – Heilig Kreuz, die dem Dekanat Mergentheim der Diözese Rottenburg-Stuttgart zugeordnet ist. Das Bauwerk ist ein Kulturdenkmal der Stadt Bad Mergentheim. Im Glockenturm befinden sich ein vierstimmiges Geläut von Kurtz (1954) und Grüninger (1950) in den Tönen f' g' a' c". 